# Jean-Claude Marcadé
Jean-Claude Marcadé (*8. května 1937, Mouscardès) je francouzský literární teoretik, muzejní kurátor a historik umění specializující se na ruskou avantgardu a tvorbu Kazimira Maleviče. Od roku 1968 je předsedou Společnosti přátel Nikolaje Berďajeva (francouzsky la société des amis de Nicolas Berdiaev). V letech 1965–1969 vyučoval ruštinu na francouzském Lycée Rodin v Paříži.